# Liar, Liar
Liar, Liar (ライアー・ライアー?, Raiā Raiā) è una serie di light novel scritta da Haruki Kuō e illustrata da konomi, pubblicata da Media Factory dal 25 aprile 2019 al 25 novembre 2023 sotto l'etichetta MF Bunko J. Un adattamento manga, disegnato da Funa Yukina, viene serializzato sulla rivista Monthly Comic Alive dal 27 agosto 2019. Un adattamento anime, prodotto da Geek Toys, è stato trasmesso dall'8 luglio al 23 settembre 2023.

## Personaggi

Da sinistra verso destra: Noa, Sarasa, Hiroto, Shirayuki, Shinji e Nanase

Hiroto Shinohara (篠原 緋呂斗?, Shinohara Hiroto)
Doppiato da: Genta Nakamura
Il protagonista della serie. Studente del secondo anno di scuola superiore iscritto all'Accademia Eimei, situata nel Quarto Distretto. Dopo essersi trasferito presso l'Isola Accademia, si ritrova costretto a sfidare Sarasa Saionji, la più forte dell'accademia, e dopo averla sconfitta diventa lo studente che ha ottenuto il titolo di Sette Stelle nel minor tempo possibile. In realtà è un Mono Stella, i cui risultati degli esami di trasferimento sono stati così scadenti che sia Shirayuki che la preside Ichinose li hanno trovati vergognosi. Sebbene si comporti da duro, è un pessimo studente. Il primo giorno di scuola rischia di essere espulso dopo essersi involontariamente invischiato con Sarasa, e si ritrova quindi costretto a fingersi un Sette Stelle per ritrovare una sua amica d'infanzia che si dovrebbe trovare sull'isola. Con l'aiuto di Shirayuki, usa la menzogna e diversi trucchi per vincere alle sfide che gli vengono presentate in modo da diventare un vero Sette Stelle e quindi il migliore dell'accademia.
Shirayuki Himeji (姫路 白雪?, Himeji Shirayuki)
Doppiata da: Yukina Shutō
Studentessa del secondo anno di scuola superiore iscritta all'Accademia Ouka, situata nel Terzo Distretto. All'inizio della serie è una Quattro Stelle, ma a partire dal quarto volume della light novel diventa una Cinque Stelle. Capo della Company, una misteriosa società che aiuta segretamente Hiroto a diventare un Sette Stelle usando imbrogli e altri metodi per vincere nelle competizioni. Si occupa di Hiroto anche come sua cameriera tutto fare e vive con lui nel dormitorio. Non è abituata a interagire con i maschi, ma con il tempo inizia a interessarsi a Hiroto, che si preoccupa per lei. In passato ha lavorato presso la famiglia Saionji, dove ha conosciuto Sarasa, sua amica fin dall'infanzia, di cui conosce i segreti.
Sarasa Saionji (彩園寺 更紗?, Saionji Sarasa) / Rina Akabane (赤羽 里奈?, Akabane Rina)
Doppiata da: Wakana Kuramochi
Studentessa del secondo anno di scuola superiore iscritta all'Accademia Ouka, è soprannominata l'"Imperatrice". Una bellissima ragazza considerata la più forte sull'Isola Accademia, che da Sette Stelle retrocede a Sei Stelle dopo aver perso un duello con Hiroto. Nonostante il loro approccio iniziale non sia dei migliori, i due imparano presto a collaborare più volte per salvaguardare degli interessi in comune. Come Hiroto, ha l'abilità di dire una bugia su un qualsiasi argomento a sua scelta, potere derivato dalla Stella Rossa che possedeva prima della sua sconfitta da parte del ragazzo. Nonostante sia considerata da tutti l'idolo della scuola, in realtà è solo una sosia e il suo vero nome è Rina Akabane. Per consentire all'amica Sarasa, costretta a una vita ritirata a causa delle sue origini familiari, di vivere come una normale studentessa liceale, Rina decide di impersonarla temporaneamente e ne inscena il rapimento. A seguito della sua sconfitta per mano di Hiroto, la ragazza gli spiega la situazione e più avanti gli rivela che non c'è stato alcun rapimento e che lei sta interpretando il ruolo di sosia per il bene della vera Sarasa.
Noa Akizuki (秋月 乃愛?, Akizuki Noa)
Doppiata da: Rika Tachibana
Soprannominata il "Piccolo Diavolo" in quanto riesce ad affascinare chi la circonda con il suo aspetto carino e apparentemente innocente. Anche se sembra narcisista e sicura di sé, in realtà si è impegnata molto per raggiungere la sua posizione in modo equo e corretto finendo per conquistare il titolo di Sei Stelle e perciò detesta chi imbroglia nelle sfide. Prima che Hiroto entrasse nella scuola, era considerata da chi la circondava come un potenziale asso dell'accademia, ma dopo che Hiroto ha barato per ottenere il titolo di Sette Stelle all'inizio della sua carriera scolastica, è stata rifiutata e isolata da chi la circondava. Per questo motivo, è inizialmente ostile nei confronti di Hiroto fin dal suo ingresso nella scuola. Così ha fatto uso di abilità illegali su Shirayuki per poi prenderla in ostaggio, obbligandola ad affrontare Hiroto in modo disonesto. Dopo aver fallito nella sua impresa di far espellere Hiroto dall'istituto tramite un'abilità che sarebbe andata a manomettere il suo Device, è costretta ad arrendersi e rivelare che dietro le sue azioni c'era il preside Kurahashi. In seguito viene perdonata dall'accademia tramite un sondaggio per le sue azioni in quanto è stata manipolata da Kurahashi, quindi Hiroto le permette di vincere la battaglia a eliminazione del campus, rendendola di nuovo al centro dell'attenzione. Da quel momento in poi, Noa stringe amicizia con Hiroto e si prende una cotta per lui.
Tsumugi Shiina (椎名 紬?, Shiina Tsumugi)
Doppiata da: Yurika Moriyama
Una misteriosa studentessa delle scuole medie che incontra per la prima volta Hiroto durante la competizione ASTRAL. Indossa una lente a contatto su un occhio poiché convinta di avere dei poteri, rendendola una chūnibyō. È timida, ma si interessa a Hiroto e lo vede come un fratello maggiore e finiscono più volte per giocare assieme. Viene inizialmente manovrata da Kurashi durante il torneo ASTRAL facendole assumere le sembianze di Sarasa e lo pseudonimo di Cento Facce per portare scompiglio, ma in seguito verrà perdonata per le sue azioni.
Natsume Ichinose (一ノ瀬 棗?, Ichinose Natsume)
Doppiata da: Hōko Kuwashima
La preside dell'Accademia Eimei che ha ordinato a Hiroto di spacciarsi per un Sette Stelle per evitare uno scandalo con la famiglia Saionji da cui proviene Sarasa.
Ami Kagaya (加賀谷 亜未?, Kagaya Ami)
Doppiata da: Hibiku Yamamura
Responsabile dei Sistemi Elettronici della Company guidata da Shirayuki. Le sue abilità di hacking sono di prim'ordine.
Fuuka Tatara (多々良 楓花?, Tatara Fūka)
Doppiata da: Momoko Seto
Studentessa del secondo anno di scuola superiore iscritta all'Accademia Eimei, è una Tre Stelle. Presidente della classe 2-A, dove è iscritto Hiroto. È una ragazza premurosa e gentile.
Yūki Tsuji (辻 友紀?, Tsuji Yūki)
Doppiata da: Mai Mochizuki
Studentessa del secondo anno di scuola superiore, è una Tre Stelle. Compagna di classe di Hiroto, caratterizzata da un'espressione neutra.
Seiran Kugasaki (久我崎 晴嵐?, Kugasaki Seiran)
Doppiato da: Jun Fukuyama
Studente del terzo anno di scuola superiore iscritto all'Accademia Otowa, è inizialmente un Cinque Stelle ma a partire dall'ottavo volume della light novel diventa un Sei Stelle. Leader dell'organizzazione di sicurezza non ufficiale Sacri Cavalieri Autonomi, composta da più di 300 membri, è soprannominato la "Fenice". Venera Sarasa come una dea e sfida a duello Hiroto, che aveva sconfitto la ragazza in precedenza. I due si affrontano in una competizione dove lo sconfitto non avrà più occasione di affrontare Sarasa in un duello. Kugasaki perde la sfida per via degli imbrogli di Hiroto, e da quel momento non può più sfidare Sarasa.
Suzuran Kazami (風見 鈴蘭?, Kazami Suzuran)
Doppiata da: Sora Tokui
Studentessa del secondo anno di scuola superiore iscritta all'Accademia Ouka, è una Tre Stelle. Membro della Libra, un'organizzazione autorizzata dall'Isola Accademia che gestisce LNN, un'applicazione di notizie via Internet riguardanti l'isola. A volte funge da ospite e arbitro delle varie sfide. È un'amica di Sarasa.
Shinji Enomoto (榎本 進司?, Enomoto Shinji)
Doppiato da: Jun'ya Enoki
Studente all'ultimo anno delle superiori iscritto all'Accademia Eimei, è un Sei Stelle. Attuale presidente del consiglio studentesco della sua accademia, si dice che abbia una memoria istantanea e che sia noto come "Chiaroveggente" per la sua lucidità. Lui e la sua amica d'infanzia Nanase sono amici per la pelle. Inizialmente ha una cattiva impressione di Hiroto, poiché questi gli parla in modo sarcastico e lo chiama per nome in modo confidenziale, ma in seguito i due stringeranno amicizia.
Nanase Asamiya (浅宮 七瀬?, Asamiya Nanase)
Doppiata da: Saori Ōnishi
Studentessa al terzo anno delle superiori soprannominata il "Demone Dorato", è una Sei Stelle. Una ragazza sfacciata e spavalda che in passato, grazie alla sua eleganza, è stata modella in una rivista di moda. Si mostra amichevole con Hiroto tanto che è la prima a soprannominarlo "Shino". Amica d'infanzia di Shinji, con il quale spesso litiga, anche se tra i due in realtà c'è del tenero.

## Media

### Light novel
La serie è scritta da Haruki Kuō e illustrata da konomi ed edita da Media Factory, che l'ha pubblicata sotto l'etichetta MF Bunko J dal 25 aprile 2019 al 25 novembre 2023 per un totale di quindici volumi a cui ne aggiunge uno extra contenente una raccolta di storie secondarie. La versione inglese della light novel è invece edita da Yen Press.

#### Volumi
| Nº | Data di prima pubblicazione | Data di prima pubblicazione | Data di prima pubblicazione |
| Nº | Giapponese                  | Giapponese                  |                             |
| -- | --------------------------- | --------------------------- | --------------------------- |
| 1  | 25 aprile 2019              | ISBN 978-4-04-065631-1      |                             |
| 2  | 24 agosto 2019              | ISBN 978-4-04-065798-1      |                             |
| 3  | 25 febbraio 2020            | ISBN 978-4-04-064447-9      |                             |
| 4  | 25 marzo 2020               | ISBN 978-4-04-064549-0      |                             |
| 5  | 20 luglio 2020              | ISBN 978-4-04-064810-1      |                             |
| 6  | 25 novembre 2020            | ISBN 978-4-04-680015-2      |                             |
| 7  | 25 marzo 2021               | ISBN 978-4-04-680329-0      |                             |
| 8  | 21 luglio 2021              | ISBN 978-4-04-680610-9      |                             |
| 9  | 25 novembre 2021            | ISBN 978-4-04-680913-1      |                             |
| 10 | 25 marzo 2022               | ISBN 978-4-04-681293-3      |                             |
| 11 | 25 luglio 2022              | ISBN 978-4-04-681582-8      |                             |
| 12 | 25 novembre 2022            | ISBN 978-4-04-681939-0      |                             |
| 13 | 25 marzo 2023               | ISBN 978-4-04-682333-5      |                             |
| 14 | 25 luglio 2023              | ISBN 978-4-04-682663-3      |                             |
| SS | 25 settembre 2023           | ISBN 978-4-04-682868-2      |                             |
| 15 | 25 novembre 2023            | ISBN 978-4-04-683076-0      |                             |

### Manga
Un adattamento manga, disegnato da Funa Yukina, viene serializzato sulla rivista Monthly Comic Alive di Media Factory a partire dal 27 agosto 2019. Al 22 agosto 2023 i volumi pubblicati sono quattro.

#### Volumi
| 1 | 23 aprile 2020            | ISBN 978-4-04-064507-0 |
| 1 | Capitoli - Capitoli 1-7   |                        |
| 2 | 21 novembre 2020          | ISBN 978-4-04-064894-1 |
| 2 | Capitoli - Capitoli 8-13  |                        |
| 3 | 22 luglio 2023            | ISBN 978-4-04-682836-1 |
| 3 | Capitoli - Capitoli 14-20 |                        |
| 4 | 22 agosto 2023            | ISBN 978-4-04-682884-2 |
| 4 | Capitoli - Capitoli 21-29 |                        |

### Anime

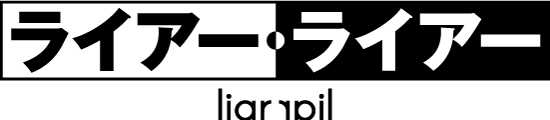
Logo della serie

Un adattamento anime è stato annunciato il 1º aprile 2021. È prodotto dallo studio Geek Toys, diretto da Satoru Ono e Naoki Matsuura, sceneggiato da Momoka Toyoda, il character design è curato da Yumi Nakamura e la colonna sonora è composta da Kuniyuki Takahashi e Keiichi Hirokawa da Monaca. La serie è stata trasmessa dall'8 luglio al 23 settembre 2023 su Tokyo MX, SUN, BS Asahi, AT-X e TVh. La sigla di apertura è Lies Goes On di May'n, mentre quella di chiusura è Faky Merry Game di Smile Princess. Crunchyroll ha acquistato i diritti per la trasmissione della serie in tutto il mondo eccetto a Taiwan, nel sud e nel sud-est asiatico, dove i diritti sono stati acquistati da Medialink, che lo ha trasmesso in streaming sul canale YouTube di Ani-One Asia attraverso il loro servizio di abbonamento ULTRA.

#### Episodi
| Nº | Titolo italiano Giapponese 「Kanji」 - Rōmaji | In onda           | In onda |
| Nº | Titolo italiano Giapponese 「Kanji」 - Rōmaji | Giapponese        |         |
| 1  | Il Re e la bugia 「王と嘘」 - Ō to uso | 8 luglio 2023     |         |
| 1  | Lo studente Hiroto Shinohara si iscrive presso l'Isola Accademia, un istituto fondato dalla Società Saionji, in cui la graduatoria è determinata dal numero di stelle accumulato. Le stelle possono essere ottenute affrontando gli studenti in diversi giochi con lo scopo di ottenere l'ambito titolo di Sette Stelle. Dopo essersi dichiarato tale dinanzi a tutta l'Accademia, Hiroto ripensa a come è finito in tale situazione. Alcune ore prima, mentre stava cercando l'Accademia Eimei, ha incontrato una fanciulla dai capelli rossi che gli ha spiegato che l'edificio si trova nel Distretto 4 e che il Device in suo possesso dispone di varie funzioni, tra cui inviare richieste di gioco ad altre persone. La ragazza lo accompagna nel Distretto 4, dove un irrigatore difettoso le bagna i vestiti, e ciò la porta a credere che Hiroto volesse umiliarla. Così gli lancia una sfida in una gara di sguardi a turni, dove i giocatori possono attivare delle abilità per favorire il proprio gioco. Dopo aver vinto per pura coincidenza, Hiroto viene convocato dalla preside Natsume Ichinose, che gli rivela che la sua sfidante era Sarasa Saionji l'Imperatrice, nipote di Masamune Saionji, capo dell'omonima azienda. Dato che Sarasa era l'unica Sette Stelle dell'istituto, la preside incarica Hiroto di usare l'Inimitabile Stella Rossa ottenuta per raccontare la bugia di essere lui stesso un Sette Stelle, cercando di migliorare i suoi dati di Mono Stella. In seguito, viene avvicinato da Sarasa, che gli rivela che il suo vero nome è Rina Akabane e che funge da controfigura della vera Sarasa. Dopo essersi confessati reciprocamente i rispettivi segreti, Hiroto entra nel dormitorio dove viene accolto da una cameriera. |                   |         |
| 2  | Lealtà e prestazioni 「忠義と演技」 - Chūgi to engi | 15 luglio 2023    |         |
| 2  | Hiroto fa la conoscenza della cameriera Shirayuki Himeji, inviata dalla preside per fungere da sua assistente personale, che vivrà con lui nel dormitorio. Dopo aver cenato, Shirayuki spiega che l'Isola Accademia è suddivisa in 20 distretti, ognuno dei quali presenta un istituto (fatta eccezione del numero 0) e che i Sette Stelle sono presi di mira da tutti. Siccome Hiroto è un Mono Stella le cui abilità sono le meno efficaci nelle prove, Shirayuki e altri membri della Company lo supporteranno in modo da mantenere la facciata del Sette Stelle. Hiroto accetta con il proprio Device la sfida di un altro studente, e Shirayuki gli dà un auricolare che gli permette di comunicare con Kagaya, esperta di hacking della Company, che lo aiuterà a imbrogliare nelle sfide. Dopo un incontro, Hiroto fa la conoscenza di Fuuka Tatara e Yuuki Tsuji, due studentesse che hanno vinto un torneo con lo scopo di mostrargli il campus. In seguito, Hiroto si reca allo stadio per sfidare Haru Urasaka nello Sturm und Drang, i 100 metri in cui ogni mezzo è lecito. Nonostante Haru sia in vantaggio con la sua moto, Hiroto vince comunque sfruttando l'abilità Disattivazione Totale per sabotarla. Sarasa dà appuntamento a Hiroto in una caffetteria, dove rivela che la vera Sarasa è stata rapita un anno fa e che essendo sua amica è stata costretta a rimpiazzarla temporaneamente. Hiroto invece le confida che si trova sull'isola per cercare un'amica d'infanzia scomparsa e finché non la avrà rincontrata non potrà arrendersi, quindi i due si scambiano l'ID dei loro Device. Il giorno dopo, i due incontrano un ragazzo che ride in modo sadico. |                   |         |
| 3  | Pareggio e determinazione 「互角と覚悟」 - Gokaku to kakugo | 22 luglio 2023    |         |
| 3  | Il ragazzo si rivela essere Seiran Kugasaki, ammiratore di Sarasa, che lancia una sfida a Hiroto che si terrà tra due giorni, e concordano che lo sconfitto non potrà più sfidare Sarasa. Hiroto e Sarasa si recano al dormitorio per tenere una riunione strategica, e il ragazzo scopre che Sarasa e Shirayuki si conoscono, inoltre la cameriera conosce il segreto dell'altra ragazza. Inizia la riunione, e Shirayuki esplica le regole de I 27 metodi di giochi degli Autonomi, un gioco dove bisogna raccogliere delle carte di diverso valore sparse in un distretto per poi confrontarle con quelle dello sfidante per vedere chi ha il valore più alto tra cinque carte a propria scelta. Mentre pensano a un modo per contrastare il fatto che Kugasaki sia a capo dei Sacri Cavalieri Autonomi con più di 300 membri che lo aiuteranno durante la partita, Hiroto sceglie quali abilità equipaggiare nei suoi slot. Dopo la riunione, Shirayuki rivela ad Hiroto che Sarasa è la sua migliore amica ma che per determinate ragioni nell'ultimo anno hanno dovuto tenere le distanze, e gli chiede di proteggerla in quanto crede che nasconda un segreto sia a lei che alla famiglia Saionji. Il giorno della sfida, nonostante le condizioni di svantaggio, Hiroto cerca di recuperare quante più carte possibili finendo per farsi male in un cantiere, e scopre da Sarasa che la vera Sarasa non è stata rapita ma bensì nascosta da lei per permetterle di condurre una vita da normale liceale. Durante la fase di rivelamento delle carte, Hiroto combina due differenti abilità prima per alterare le regole del gioco e poi per ripristinarle alla loro forma originale, facendo così perdere Kugasaki, nonostante il suo enorme vantaggio. Vinta la sfida, Hiroto sviene e si risveglia in ospedale, dove lo viene a trovare Sarasa per accertarsi delle sue condizioni. |                   |         |
| 4  | Il cioccolato e il diavolo 「チョコと悪魔」 - Choko to akuma | 29 luglio 2023    |         |
| 4  | La preside informa Shirayuki che dopo la sconfitta di Kugasaki la Fenice, Hiroto ha ottenuto la sua Stella Indaco e perciò è divenuto un Due Stelle, quindi avverte la ragazza che in futuro dovranno affrontare altre avversità. Shirayuki si iscrive nella classe di Hiroto per poterlo supportare e la professoressa annuncia la battaglia a eliminazione del campus che prevede che tutti gli studenti partecipino a simulazioni con il comando "Trial", dove tutti si possono sfidare senza scambiare stelle e il vincitore è colui che sopravvive a tutte le sfide senza perdere. Shirayuki mette in guardia Hiroto riguardo all'alta probabilità di essere preso di mira e viene avvicinato da Noa Akizuki il Piccolo Diavolo, che conversa con lui riguardo alla competizione. La preside riporta ad Hiroto che nell'ultimo periodo un intruso sta facendo scattare gli allarmi dell'istituto e che la Stella Verde che varia la percezione è stata rubata. Gli affida quindi la missione di scovare l'intruso, recuperare la Stella e vincere la competizione. Nonostante vari accorgimenti per evitare i Trial, Hiroto scopre che Noa riesce ad eludere i suoi blocchi del Device e accetta la sfida di Fuuka. Alla sera, Kagaya fa in modo che le richieste di Trial di Hiroto vengano reindirizzate a Shirayuki e il loro piano va a buon fine. Un giorno, Noa cerca di coinvolgere Hiroto in uno scandalo, costringendo così Shirayuki a sfidarlo per evitargli dei problemi. Durante la preparazione della cena, Shirayuki esce dal dormitorio per prendere un ingrediente che le serve. Un'ora dopo, Hiroto viene contattato da Noa che lo ricatta obbligandolo ad affrontare Shirayuki in un Trial in cui la cameriera non potrà assolutamente perdere. |                   |         |
| 5  | Una possibilità di vittoria negli occhi blu 「勝ち目と蒼い目」 - Kachime to aoi me | 5 agosto 2023     |         |
| 5  | Hiroto cerca di escogitare una strategia con Sarasa e Kagaya in modo da salvare Shirayuki. Kagaya illustra le regole del gioco scelto da Noa, Triangolo amoroso scaleno, un gioco di carte che prevede di giocare una carta a testa per turno e vince chi ha il valore più alto. Dopo aver letto un messaggio di Shirayuki che li informa sulle abilità che utilizzerà, il trio prepara una strategia sofisticata legata alle abilità di determinate carte deboli che possono però ribaltare la situazione nonostante lo svantaggio. Mentre Kagaya inizia a preparare un trucco per aiutare Hiroto, il ragazzo riceve da Sarasa una carta abilità Battitore di Riserva che gli permette di installare un'abilità rara. Noa rilegge i messaggi del suo mandante e ripensa al discorso tenuto da Hiroto durante la cerimonia d'apertura, ritenendo di non poter perdere contro un impostore come lui. Il giorno della sfida, Hiroto, Shirayuki e Noa si recano in un'aula, dove i primi due si preparano a giocare mentre Noa funge da spettatrice. Durante la partita, Hiroto intuisce che Shirayuki stia cercando di aiutarlo, così cambia strategia e gioca apparentemente male, e pareggia di proposito, sorprendendo Noa. In seguito, Shirayuki rivela che se avesse perso il programma Spia installato sul suo Device sarebbe passato su quello di Hiroto. Noa, che è una Sei Stelle, dice che voleva vendicarsi di Hiroto perché dopo il suo arrivo ha perso la sua popolarità guadagnata con fatica e impegno. Non volendo arrendersi, Noa minaccia di distruggere il Device di Shirayuki, il che la porterebbe alla sua sospensione, perciò prende con sé la cameriera e lancia un'altra sfida a Hiroto per salvare l'amica. |                   |         |
| 6  | Un tesoro nell'oscurità 「宝と闇」 - Takara to yami | 12 agosto 2023    |         |
| 6  | Noa ha sfidato Hiroto alla Caccia al Tesoro da tavolo, in cui bisogna indovinare dove si trova il compagno di squadra dell'altro nascosto in una delle stanze dell'edificio a più piani in cui si trovano. I due devono muoversi a turni e chiedere all'avversario tramite il Device se il suo compagno si trova in una determinata stanza, seguendo uno schema a caselle, e si può far cambiare nascondiglio al partner fino a un massimo di tre volte. Grazie alla collaborazione di Sarasa e Kagaya, Hiroto individua la stanza di Shirayuki ma Noa riesce a fare lo stesso con quella di Sarasa, così Noa fa cambiare nascondiglio a Shirayuki. La cameriera scambia alcune informazioni con Hiroto prima di andarsene, Hiroto fa cambiare posizione a Sarasa e attua un'altra strategia per incastrare Noa. Grazie all'aiuto delle sue amiche, Hiroto individua nuovamente la stanza di Shirayuki, il che porta Noa a farla nascondere altrove in modo casuale. Hiroto temporeggia e fa spostare Sarasa, quindi individua la stanza di Shirayuki grazie a un messaggio in codice che si erano dati in precedenza. Noa attiva l'abilità Altera Fato per annullare la risposta di Hiroto, quindi si reca da Sarasa ma perde la sfida in quanto Hiroto ha giocato la carta Battitore di Riserva, che lo ha fatto cambiare di posto con Shirayuki, inoltre le abilità distruttive sono finite nel Device di Noa. Ormai sconfitta, Noa confessa ad Hiroto di essersi alleata con il preside del Distretto 12 detto il "Diavolo" per vendicarsi di lui, in quanto il suo arrivo sull'isola ha finito per oscurare i suoi successi, quindi lui la rassicura che è già stata salvata. |                   |         |
| 7  | Silenzio e cambiamento 「静と改」 - Sei to kai | 19 agosto 2023    |         |
| 7  | Smascherate le manipolazioni del preside Mikado Kurahashi dinanzi alla stampa, Hiroto viene decretato come uno dei due sopravvissuti alla battaglia a eliminazione insieme a Noa, che si sente responsabile dei recenti eventi. Credendo che nessuno possa perdonarla, Hiroto le mostra un sondaggio dell'accademia a favore del suo perdono e si ritira dalla competizione per farla vincere. Per l'interscolastica di maggio vengono scelti come rappresentanti dell'Accademia Eimei rispettivamente Shirayuki, Nanase Asamiya, Shinji Enomoto, Hiroto e Noa. Durante un giorno libero, Hiroto e Sarasa fingono di essere una coppia per acquistare delle abilità in un negozio, e alla sera i due fanno un bagno caldo assieme a Shirayuki al dormitorio. I cinque rappresentanti devono tenere una riunione per l'interscolastica, e Hiroto si accorge che Nanase e Shinji battibeccano spesso nonostante trascorrano molto tempo assieme. Shirayuki spiega il funzionamento dell'Area Steal To Reconquer All Lost (ASTRAL), un gioco di conquista dove si cerca di espandere la zona del proprio team, che è suddiviso in ruoli. Hiroto, interessato al ruolo di Comandante, scommette con Shinji di poter sconfiggere tre Comandanti avversari entro la fine del terzo giorno in modo da mantenere il ruolo, in caso contrario passerà a Shinji. Durante la notte, Hiroto viene informato da Sarasa che c'è una terza Sarasa in circolazione. |                   |         |
| 8  | Good Night 「静と改」 - Sei to kai | 26 agosto 2023    |         |
| 8  | La doppelgänger di Sarasa lancia una sfida a Hiroto e Sarasa all'ASTRAL. Mentre Hiroto chiede aiuto a Kagaya, Shirayuki spiega che nel gioco è stato introdotto un sistema di votazioni che può favorire ulteriormente il team preferito durante il gioco, quindi rivela che si sta facendo procurare dalla Company l'abilità Sostituzione che potrà utilizzare per scambiare un'abilità con un compagno di squadra. Ultimati i preparativi, Hiroto parla al telefono con Sarasa e con un'altra persona a cui chiede un favore. Il primo giorno dell'ASTRAL, il gruppo di Hiroto esplora il campo da gioco virtuale con l'intento di conquistare le basi avversarie, di cui conoscono le posizioni, e fanno delle prove con le Spell, delle abilità temporanee. A cena, Hiroto vede alcuni dei suoi futuri sfidanti più temibili, Kugasaki, Touya Kirigaya del Liceo Shinra e Senri Kururugi dell'Accademia Tsuyuri, quest'ultima in particolare è dotata di un'abilità devastante chiamata One-Shot Kill. Inoltre la doppelgänger di Sarasa, che è un'infiltrata di Kurahashi, è ancora in circolazione. Dopo essersi separati nelle rispettive camere, Hiroto va a farsi un bagno e in seguito incontra una ragazzina che partecipa all'MTCG, un gioco in parallelo all'ASTRAL, con cui trascorre del tempo facendola divertire. Il secondo giorno, Kanade Yuikawa e il suo team della Ibara cercano di stringere un'alleanza con il gruppo di Hiroto, ma Nanase attacca uno dei membri e avviene uno scontro. Dopo la prova, Shinji rimprovera Nanase per la sua impulsività e i due finiscono per litigare. |                   |         |
| 9  | Affrontare ed eliminare 「闘争と掃討」 - Tōsō to sōtō | 2 settembre 2023  |         |
| 9  | La doppelgänger di Sarasa assume le sembianze dei membri di altri team per eliminarli uno dopo l'altro, il che porta il gruppo di Hiroto a pensare a una contromisura per evitare un sabotaggio. Hiroto scopre che la ragazzina dell'MTCG non frequenta la scuola, dopodiché va da Sarasa per parlarle delle contromisure che intende adottare con il suo doppelgänger, soprannominato Cento Facce, che nel frattempo continua a mietere vittime. Qualcuno utilizza l'abilità Blackout per confondere il gruppo di Hiroto, il che porta Shinji e Nanase a litigare e scegliere di non partecipare alla sessione pomeridiana. Durante il pomeriggio, i restanti tre membri vengono circondati dal gruppo di Kururugi, ma grazie a una strategia riescono a ridurre le file dell'avversaria. Kururugi contrattacca con One-Shot Kill, ma quando Hiroto ribalta la situazione, lei lo blocca e si ritira, quindi Noa rivela che alcuni giocatori lavorano per il gruppo di Cento Facce. Shinji si scusa con Hiroto per non averlo aiutato durante la sfida, quindi Hiroto lo fa riappacificare con Nanase mostrando che la ragazza aveva attaccato un membro del team di Yuikawa per sventare un suo colpo a sorpresa. Alla fine Hiroto rivela di essersi ritirato dall'ASTRAL con lo scopo di scoprire chi sia Cento Facce e aiutare la Eimei a vincere. |                   |         |
| 10 | Eroi e inganni 「ヒーローとトリック」 - Hīrō to Torikku | 9 settembre 2023  |         |
| 10 | Mentre Kurahashi osserva le azioni di Cento Facce, Hiroto e Sarasa vanno da Suzuran Kazami della Libra, organizzazione mediatica di notizie, per parlare del coinvolgimento della società con Cento Facce. Kazami rivela che Cento Facce è una giocatrice non autorizzata esterna all'accademia che ha un amico nel comitato direttivo dell'ASTRAL, e che se dovesse vincere ci saranno gravi conseguenze per l'accademia. Kazami scorta di nascosto Hiroto, Sarasa e Shirayuki in una sala per mostrargli la lista delle Armate Unite, ovvero i sette team che collaborano con Cento Facce. Per contrastarla, Hiroto decide di partecipare all'MTCG per ottenere la Wild Card che gli consentirà di tornare all'ASTRAL, e per farlo dovrà sconfiggere Tsumugi Shiina, la ragazzina da lui incontrata in precedenza, che rappresenta il boss finale dell'MTCG. Hiroto partecipa al Mulch Trading Card Game con Kazami che funge da famiglio, e una volta apprese le regole, riceve l'aiuto da parte di un'amica di Kururugi, poi da Fuuka e Yuuki e affronta alcune sfide. Dopo che Yuikawa è stato sconfitto da Shiina, Hiroto decide di sfidarla in un duello impossibile da vincere, ma ottiene la vittoria alterando i valori del famiglio avversario. Dopo che Shiina ha svelato di essere Cento Facce, Hiroto conferma il coinvolgimento di Kurahashi e torna all'ASTRAL formando un'alleanza con tutti i team restanti per sconfiggere Cento Facce. |                   |         |
| 11 | Soldati e amici 「兵と友」 - Hei to tomo | 16 settembre 2023 |         |
| 11 | Tornato in gioco, Hiroto e il suo team fanno il punto della situazione riguardo alla loro Armata Alleata (20 giocatori) e l'Armata Unita di Cento Facce (14 giocatori), che vanta una maggiore potenza distruttiva. Data la quasi totale invincibilità di Cento Facce, Hiroto intende utilizzare il One-Shot Kill di Kururugi per sconfiggerla. I rispettivi team dell'Armata Alleata e dell'Armata Unita iniziano ad affrontarsi in vari combattimenti, e il gruppo di Hiroto intercetta quello in cui si trova Kururugi. Eliminati i suoi compagni di squadra, Hiroto stringe un patto con Kururugi per farsi aiutare a sconfiggere Cento Facce e riscattarsi per le sue compagne. Mentre Sarasa resiste agli attacchi di Cento Facce, il team di Hiroto affronta Kirigaya, Kugasaki e Shizuku Minami in una dura battaglia, dove Shizuku ne esce sconfitta mentre Nanase, Shinji e Noa si sacrificano per permettere a Hiroto di continuare il gioco. Kugasaki tradisce ed elimina Kirigaya, rivelando di aver stretto un'alleanza con Hiroto dopo essere stato chiamato al telefono qualche giorno prima, ma prima di sparire, Kirigaya sconfigge Shirayuki. Kugasaki si ritira, mentre Kururugi usa il One-Shot Kill su Cento Facce, ma viene eliminata, quindi Sarasa si salva dall'avversaria grazie allo scadere del tempo. Adesso al torneo rimangono all'attivo tre sopravvissuti, Hiroto, Sarasa e Cento Facce. |                   |         |
| 12 | Insieme a voi 「ずっとみんなと」 - Zutto minna to | 23 settembre 2023 |         |
| 12 | In vista della battaglia finale, Hiroto parla prima con Sarasa e poi con il suo team riguardo a un piano per sconfiggere Cento Facce. Mentre pensa a un gioco alternativo da proporre a Shiina, Hiroto scopre da quest'ultima che tempo fa è stata avvicinata da Kurahashi che le ha dato una Stella Inimitabile in cambio del suo aiuto nel torneo. Il giorno della finale, Cento Facce assume il suo aspetto reale di Shiina, e Hiroto le spiega che nelle loro attuali condizioni non sarà possibile decretare un vincitore, quindi le propone di giocare a Crossboard, un gioco da tavolo che prevede di conquistare gli spazi dell'ASTRAL su una plancia dedicata. Durante la partita, Kurahashi fa apparire delle copie corrotte di altri partecipanti per barare, ma Hiroto ribalta la situazione grazie all'aiuto di Minase e Shinji. Dopo che Kirigaya si è rifiutato di aiutarlo, Kurahashi manovra Shiina per farla vincere, ma Shirayuki, Noa e altri studenti fanno irruzione nel suo ufficio e lo fermano. Con il gioco tornato alla normalità, Hiroto vince l'ASTRAL e Kazami fa capire a Shiina che è stata perdonata per le sue azioni in quanto è stata manipolata. Dopo essersi ricongiunto con i suoi amici, Hiroto continua la sua vita all'accademia con la speranza di poter incontrare la persona che sta cercando. |                   |         |

#### Home video

##### Giappone
Gli episodi della serie sono stati pubblicati in Blu-ray dal 29 novembre 2023 al 24 gennaio 2024.
| Volume | Episodi | Data di pubblicazione |
| ------ | ------- | --------------------- |
| 1      | 1–4     | 29 novembre 2023      |
| 2      | 5–8     | 20 dicembre 2023      |
| 3      | 9–12    | 24 gennaio 2024       |

## Accoglienza
Rebecca Silverman di Anime News Network recensendo il primo volume della light novel ha sostenuto che è una classica storia di scuola di magia, ricca di tutti i dettagli tipici del genere di opere come The Asterisk War e L'epopea del cavaliere ripetente, dove l'autore cerca di creare una storia unica. La scrittura del worldbuilding è stata ritenuta goffa e con eccessive esplicazioni, inoltre vengono fornite spiegazioni ripetitive sull'intero sistema di gioco. In conclusione, Silverman ha trovato la trama e i personaggi di Liar, Liar come banali e la sua scrittura goffa, consigliandone la lettura solo a chi mancasse il genere della scuola di magia oppure a chi fosse piaciuto l'anime. Richard Eisenbei dello stesso sito ha trattato la trasposizione anime, definendola una serie da poco per via dei personaggi femminili stereotipati, ma che risulta immensamente divertente ogni volta che il protagonista Hiroto deve affrontare uno dei numerosi giochi proposti. È stata gradita la caratterizzazione di Hiroto, che nella serie deve alternare due differenti personalità a seconda delle situazioni, il reparto grafico è stato definito nella media mentre la colonna sonora dimenticabile, fatta eccezione della sigla d'apertura Lies Goes On di May'n, ritenuta un tormentone nonché una delle migliori canzoni anime di quella stagione. In conclusione, Liar, Liar è stato considerato un anime misto, da una parte molto cliché per i personaggi femminili e il fanservice, e dall'altra molto divertente da guardare il protagonista farsi strada attraverso situazioni apparentemente impossibili.